# Eurystomus
Eurystomus är ett av två fågelsläkten i familjen blåkråkor inom ordningen praktfåglar. Släktet omfattar fyra arter som förekommer i Afrika samt östra och sydöstra Asien till östra Australien:
- Blåstrupig blåkråka (E. gularis)
- Gulnäbbad blåkråka (E. glaucurus)
- Rödnäbbad blåkråka (E. orientalis)
- Halmaherablåkråka (E. azureus)